# آناقوت
آناقوت (به لاتین: Anaqut، به ارمنی: Տանակերտ تاناکرت) یک منطقهٔ مسکونی در جمهوری آذربایجان است که در شهرستان اردوباد واقع شده‌است.

## خصوصیات
آناقوت ۴۳۲ نفر جمعیت دارد.